# Lacaria monrosi
Lacaria monrosi là một loài bướm đêm trong họ Geometridae.